# جورج لجران
جورج ألبرت لجران (4 أكتوبر 1865، في باريس – 22 أغسطس 1917، في الأقصر) كان عالم آثار فرنسي متخصص في علم المصريات.

## الحياة والعمل
من عام 1883 إلى 1890، كان لجران طالبًا في مدرسة الفنون الجميلة في باريس، ولكنه أيضًا درس علم المصريات في ذلك الوقت، وحضر محاضرات في السوربون من قبل علماء مشهورين مثل جاستون ماسبيرو. ظهر أول مقال أكاديمي له، حول تحليل بردية ديموطيقية، في عام 1887.
في عام 1898، تزوج من جان هيلين دوكروس، وأنجب منها طفلين.
في عام 1892، أتيحت له الفرصة للذهاب إلى القاهرة كعضو في المعهد الفرنسي لعلم الآثار الشرقية (IFAO) تحت إشراف أوربين بوريان للعمل كـ رسام أثري ومصور.
كان جاك دي مورجان، رئيس إدارة الآثار الجديد، يعد آنذاك كتالوج الآثار والنقوش في مصر. عمل لجران على المجلد الأول، الذي تناول الرسوم الجدارية في منطقة أسوان، حيث شارك أيضًا في الحفريات.
أمضى العديد من السنوات في بحثه في معبد الكرنك. منذ عام 1895، كان مشرفًا على الآثار هناك، وكنت مسؤولاً عن ترميم المجمع الضخم لمعبد الكرنك في الأقصر.
في عام 1899، انهارت 11 من الأعمدة الضخمة في قاعة الأعمدة الكبرى في الكرنك في سلسلة من التفاعلات. لذا تولى لجران مسؤولية إعادة بناء هذا الجزء من المعبد، حيث كان يتعين على العمال الآن بناء أساسات جديدة وقوية للأعمدة. في 15 مايو 1902 سجل في "السنوات" إتمام هذا الجزء من العمل.
لاحقًا، استمرت الأعمال المماثلة لتعزيز بقية الأعمدة في المعبد.

## خبيئة الكرنك
في عام 1903، اكتشف لجران اكتشافًا هاما في المعبد—اكتشف مجموعة من حوالي ثمانمائة تمثال حجري وسبعة عشر ألف برونز، بالإضافة إلى قطع أثرية أخرى. كانت مدفونة في القسم الشمالي الغربي من فناء معبد آمون، أمام البوابة السابعة. يُعرف الآن هذا باسم فناء الكنز في مجمع آمون-رع، والذي يعد أحد الأسوار الأربعة الرئيسية التي تشكل مجمع معبد الكرنك الضخم.
من بين تلك التماثيل الحجرية البالغ عددها 800، كان هناك أكثر من 350 تمثال كتلة.
كان هذا أكبر مجموعة تماثيل مصرية تم تسجيلها على الإطلاق. يُعتقد عمومًا أن الكنز دفن طقسيًا من قبل كهنة المعبد في الفترة البطلمية لتخفيف ازدحام العروض الخاصة التي قُدمت على مر القرون.
استمرت أعمال استخراج جميع هذه الأجسام—التي صعّبها منسوب المياه المرتفع—حتى عام 1907. انتهى معظم التماثيل في متحف القاهرة، ولكن أيضًا في متاحف أخرى حول العالم.
تعود معظم القطع إلى المملكة الحديثة حتى نهاية الفترة البطلمية. كما وُجدت بعض القطع من المملكة القديمة والوسطى.
من المملكة القديمة، وُجد الجزء السفلي من تمثال متحرك للملك ني وسر رع من الأسرة الخامسة.
توجد اكتشافات أكثر من المملكة الوسطى، مثل التماثيل الملكية لـ سنوسرت الأول، سنوسرت الثالث وأمنحتب الثالث.
أُطلق مشروع قاعدة بيانات عن كنز الكرنك في عام 2006 كمشروع مشترك بين معهد الفرنسي لعلم الآثار الشرقية (IFAO) والمجلس الأعلى للآثار (SCA) في مصر.
في يناير 2012، تم إتاحة النسخة 2 من قاعدة بيانات كنز الكرنك على الإنترنت. وتتيح الوصول إلى حوالي 8000 صورة توثق التماثيل الموجودة في المتحف المصري في القاهرة.

## سنواته الأخيرة
واصل عمله في مصر حتى بعد بدء الحرب العالمية الأولى. أدى عمله الشاق والضغوط المرتبطة بالتعامل مع البيروقراطية إلى مرضه ووفاته المفاجئة في عام 1917. دفاتر ملاحظاته للحفريات، بالإضافة إلى قائمة التماثيل الرئيسية من كنز الكرنك، فقدت الآن. تبقى فقط التقارير المنشورة.
ومع ذلك، كان مصورًا جيدًا، وما زالت أكثر من 1200 صورة من حفرياته وإعادة البناء موجودة.

## روابط خارجية
- قاعدة بيانات كنز الكرنك الرسمية

## منشورات
- جاك دي مورغان؛ أوربان بوريون؛ جورج لجران؛ غوستاف جكيه؛ أ. بارسانتي، كتالوج الآثار والنقوش في مصر القديمة، 3 مجلدات (من حدود النوبة إلى كوم أمبو، كوم أمبو)، فيينا : وود-لايف، 1894-1909.
- مورغان، جاك دي؛ لجران، جورج، حفريات في دهشور، 2 مجلدات، فيينا : وود-لايف، 1895، 1903.
- لجران، جورج، الجناح الشمالي للبوابة الخاصة بأمنحوتب الثالث في الكرنك، باريس : ليرو، 1902.
- لجران، جورج، تماثيل وتماثيل صغيرة للملوك والأفراد، 3 مجلدات، القاهرة : مطبعة معهد الآثار الفرنسية، 1906-1925، (كتالوج عام للآثار المصرية بمتحف القاهرة).
- فريدريش بريزيجكي، نقوش وهيروغليفية مصرية ويونانية من محاجر جبل سيلسيلة (مصر العليا): بناءً على رسومات جورج لجران، ستراسبورغ : ترابنر، 1915.
- لجران، جورج، معابد الكرنك، بروكسل : فومون، 1929.
- لجران، جورج، عائلة قبطية من صعيد مصر، بروكسل، 1945.